# Abraham Dirk Loman
Abraham Dirk Loman (1823 – 1897) est un théologien néerlandais, qui travaille à Amsterdam. Il appartient à un groupe radical de théologiens et de philosophes néerlandais qui, à la fin du XIXe siècle et au début du XXe siècle, estime que dans le Nouveau Testament aucune des épîtres n'est authentique
Loman considère le christianisme comme une combinaison de conceptions juives et hellénistiques. Lorsque Loman devient aveugle en 1874, on raconte que sa cécité lui a donné des idées noires sur l'histoire de l'Église[réf. nécessaire]. Selon Loman, Jésus-Christ n'est pas un personnage historique, et tout ce que nous savons sur lui viendrait de récits poétiques datant du IIe siècle.